# Brennus (cuirassé)
Pour les articles homonymes, voir Brennus.
Le Brennus devait être initialement un cuirassé à barbettes de la Marine nationale française dont les travaux ont été suspendus en 1886. C'était une unité de la classe Charles Martel.
Il porte le nom de Brennus, un chef gaulois sénon du IVe siècle av. J.-C.
Modifié à la fin de sa construction, il devint un cuirassé à barbettes et tourelles, avant-garde des premiers Pré-Dreadnoughts.

## Histoire

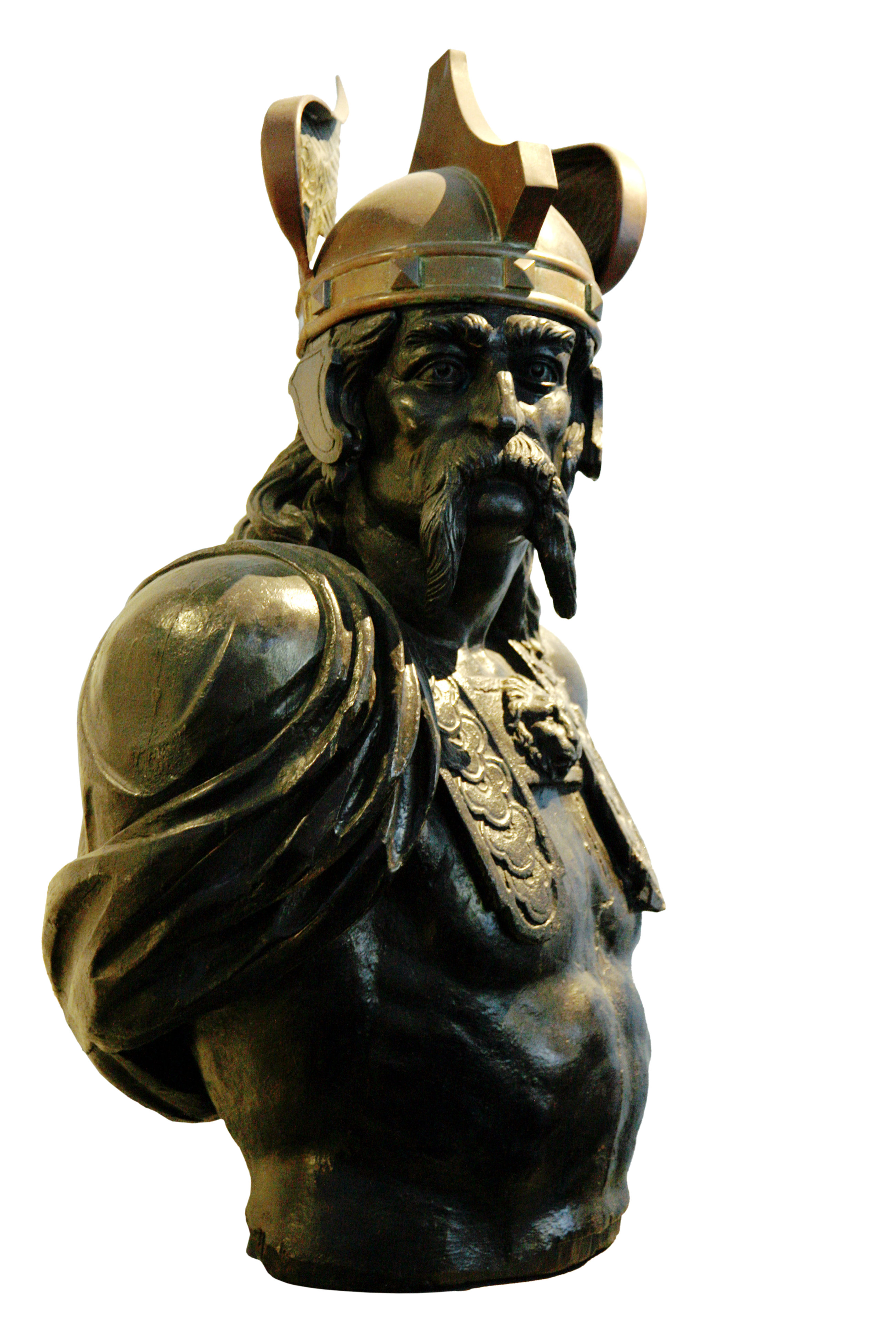
Figure de proue du Brennus

Sa construction fut suspendue, en 1886, au regard de la nouvelle politique navale inspirée de la Jeune École mettant l'accent sur la guerre de course et la destruction massive de la flotte marchande de l'ennemi plutôt que sur le combat d' escadre. 
En 1888, Édouard Barbey, successeur du ministre de la marine Hyacinthe Aube, relança la construction du Brennus avec des caractéristiques techniques nouvelles : artillerie lourde dans l'axe du navire dans deux tourelles, un nouveau type de chaudière (tubes à eau de type Belleville), abandon du bélier de proue et renforcement du blindage de ceinture.
En outre, il fut le premier navire de la marine française à inaugurer des mâts blindés équipés d'ascenseurs électriques.
Il a été le dernier bâtiment de la marine nationale posséder une figure de proue. C'est à partir de 1900 que le commandant fit installer le torse du chef gaulois Brennus. Cette figure de proue est maintenant exposée au Musée national de la Marine à Paris.
En 1903, le Brennus a subi une refonte dans laquelle sa superstructure a été allégée de manière significative.
Une certaine instabilité du bâtiment constatée aux essais demanda la suppression d'un grand mât blindé qui fut remplacé par un simple mât en acier avec un accastillage simplifié.

## Modification du bâtiment
En comparaison de la version primitive, la nouvelle version du Brennus est plus longue, plus rapide et lourdement armée.
|                                | Brennus État d'origine                                     | Brennus modernisé                                                                              |
| ------------------------------ | ---------------------------------------------------------- | ---------------------------------------------------------------------------------------------- |
| Déplacement                    | 10 600 tonnes                                              | 11 190 tonnes                                                                                  |
| Longueur                       | 105 m (344 ft 6 in)                                        | 110,29 m (361 ft 10 in)                                                                        |
| Largeur                        | 19,51 m (64 ft)                                            | 20,40 m (66 ft 11 in)                                                                          |
| Tirant d'eau                   | 8,15 m (26 ft 9 in)                                        | 8,28 m (27 ft 2 in)                                                                            |
| Propulsion                     | 5 500 ch (triple vis)                                      | 13 900 ch (deux hélices)                                                                       |
| Vitesse                        | 15 nœuds (27,8 km/h)                                       | 17,5 à 18 nœuds (32.4-33,3 km/h                                                                |
| Armement                       | 4 canons de 340 mm 8 canons de 140 mm 7 [canons revolvers] | 3 × 340 mm 10 × 163 mm 4 × 65 mm 14 × 47 mm 8 × 37 mm 6 × 37 mm (canon rotatif) 4 TLT (457 mm) |
| Ceinture                       | Ceinture incomplète : 438 mm                               | Ceinture complète : 450–250 mm                                                                 |
| Blindage artillerie principale | Barbettes : 438 mm                                         | Tourelle avant : 450 mm Tourelle arrière : 400 mm                                              |
| Blindage artillerie secondaire | aucun                                                      | Tourelle : 120 mm Batterie : 100 mm                                                            |

## Service

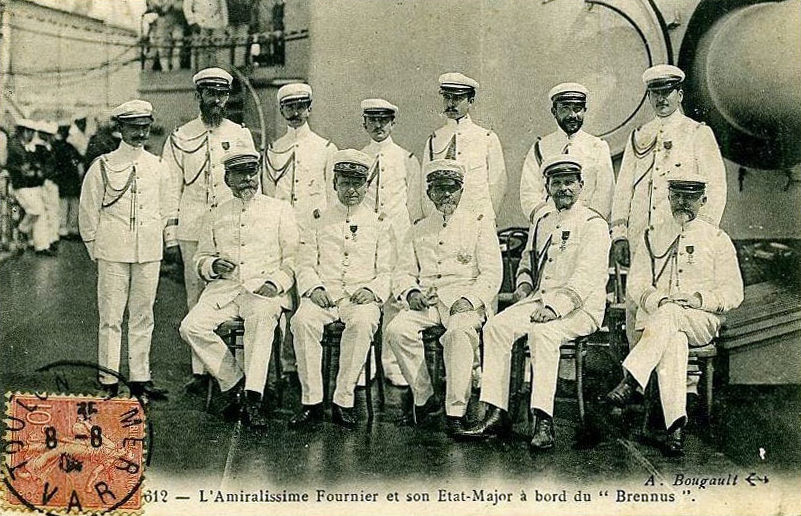
L'amiral François Ernest Fournier avec ses officiers à bord du Brennus
Photo de Alexandre Bougault

En 1895, le Brennus fait ses essais en mer puis est affecté à l'escadre de la Méditerranée, dès janvier 1896, où il effectue diverses missions, revues navales et grandes manœuvres.
Avec le Neptune et le Marceau, le Brennus a initié, en 1897, une nouvelle méthode de lutte contre l'incendie. Celle-ci devint, dès 1898, la méthode standard pour la marine française.
En juillet 1900, au large du cap Saint Vincent, il entre en collision avec le torpilleur Framée, qui coule en faisant 48 victimes. Puis il est mis en réserve et devient le navire-amiral de la division de réserve. Il effectue quelques manœuvres sur les côtes de Provence et de Tunisie.
En 1906, il subit la réfection de ses chaudières et reprend du service en Méditerranée.
Dès 1908, placé en réserve, le Brennus devient un navire-école pour former les mécaniciens. De 1914 à 1918, il est désarmé pour devenir une annexe au 5e dépôt des équipages à Toulon ; dès 1915, son artillerie est débarquée pour servir dans l'armée de terre après modification sous la forme d'obusiers de 400 mm.
En 1919, il est rayé des listes de la flotte et vendu pour démolition en 1922 à Toulon.

### Sources et bibliographie
- (en) Cet article est partiellement ou en totalité issu de l’article de Wikipédia en anglais intitulé « French battleship Brennus » (voir la liste des auteurs).
- Pierre Quéré, « La Tragédie de la Framée », Les cahiers du pays de Plœmeur, no 18,‎ décembre 2008, p. 35-36 (ISSN 1157-2574)
- Gérard Garier et Alain Croce, Les cuirassés "Échantillons" : Brennus, Carnot, Charles Martel, vol. 1, LELA Presse, 30 octobre 2019, 272 p. (ISBN 978-2-37468-023-1)
- Jean Meyer et Martine Acerra, Histoire de la marine française : des origines à nos jours, Rennes, Ouest-France, 1994, 427 p. [détail de l’édition] (ISBN 2-7373-1129-2, BNF 35734655)
- Michel Vergé-Franceschi (dir.), Dictionnaire d'Histoire maritime, éditions Robert Laffont, coll. « Bouquins », 2002